# Sukumizu

Modelo de traje de baño escolar

School Mizugi (スクール水着 sukūru mizugi?, lit. traje de baño escolar), a menudo abreviado como Sukumizu (すくみず?), es una variante de traje de baño en Japón, que es usado por los estudiantes en las clases de natación. Para las mujeres puede tratarse de un traje de baño de una pieza o de dos piezas, en la que la parte superior corresponde a una camiseta sin mangas; mientras que para los hombres es un bañador. En general estos suelen ser de color azul e ir pegados al cuerpo, y en el modelo femenino las líneas de costura van a través del pecho hacia abajo. Usualmente están hechos de fibras sintéticas tales como nailon o poliéster.

## Historia
El School Mizugi surgió a fines de los años cincuenta, época en la que el nailon prevalecía como un material flexible y elástico, sin puntos de formación y resistente al agua durante el baño. Hasta entonces, los trajes consistían en su mayoría de algodón y acetato. Con la apertura de las primeras fábricas que podrían ofrecer el nuevo material, comenzó un negocio lucrativo. Muchos comerciantes tuvieron un relacionamiento directo con las escuelas, ya que, a diferencia de otras prendas de vestir, el sukumizu tenía un ingreso mínimo garantizado. Además, se podría prever que siempre habrá nuevos estudiantes que también necesitarán nuevos trajes de baño provistos por la escuela. Por esas razones, se mantuvo el diseño de fabricación simple hasta el presente, a pesar de que cambiaron los materiales de fabricación.
En la primera época los sukumizu consistían en las variantes hoy en día descritas como «modelo más antiguo» (旧旧タイプ kyūkyū taipu?) y «modelo antiguo» (旧タイプ kyū taipu?). Ambos modelos se parecían entre sí e influyeron con su forma a las generaciones posteriores. Su auge se dio desde finales de los años cincuenta hasta mediados de los ochenta. Ambos modelos tenían por lo menos de frente una falda y una base separade, aunque ambas pares eran fijadas juntamente.
Sobre la base de las variaciones más recientes de trajes de baño, que conservan las líneas distintivas de costura, no obstante, se desarrolló una separación en las tareas del diseño de la falda. También se cambió la forma del sujetador, que ahora son más adecuados a las necesidades de quien lo viste. Hoy en día los sukumizu están orientados con cierta similitud a los trajes de baño modernos de una sola pieza, aunque a pesar de su aspecto llamativo similar a los modelos antiguos, hoy en día es adorado en los medios.

## Tipos

### Femeninos
La mayoría de los trajes de baño son de una sola pieza, y se distinguen cinco modelos diferentes: el «modelo antiguo» (旧タイプ kyū taipu?), el «modelo más antiguo» (旧旧タイプ kyūkyū taipu?), el «modelo nuevo» (新タイプ shin taipu?), el «modelo de competencia» (競泳 タイプ kyoei taipu?) y el «modelo spats» (スパッツ タイプ supattsu taipu?).

#### Modelo antiguo
El «modelo antiguo», también llamado «tipo falda» (スカート 型 sukāto-gata?), es el traje de baño de una sola pieza, que en la zona púbica se conecta desde atrás hacia la parte delantera, cosido alrededor de la parte inferior de la parte frontal. Esto produce un agujero cerca del ombligo; y esta forma también se ganó su nombre debido a que la parte delantera se asemeja a una falda. Además, esta se cose a la izquierda y a la derecha. Esta parte fue elegida debido a sus propiedades únicas.

#### Modelo nuevo
El «tipo nuevo», que surgió en 1985, la forma de falda se eliminó, por lo que este modelo se parece a un traje normal de una sola pieza. Por esto es que también se le suele llamar «tipo recto» (ストレート 型 sutorēto-gata?, del inglés straight). Sin embargo, las costuras típicas de la parte delantera inferior se conservaron. Es extensible a través de la mejora de materiales, más delgado y tiene una superficie más lisa, lo que aumenta la comodidad de uso. También, la forma de los sujetadores de los hombros fue modificada, cuyo diseño en la espalda ahora luce como una ‘Y’. Esto último cambia la dirección de carga de la tensión, de modo que los tirantes no se caigan tan fácilmente ni se salgan, además de que les da a los nadadores más libertad de movimiento de los brazos.

#### Modelo de competición
El modelo de competición, creado más o menos al mismo tiempo que el nuevo modelo, tiene la forma de los trajes de baño deportivos de competición que comienzan a nivel de la cintura. Además no tiene una costura longitudinal en el frente y está hecho de materiales más delgados con sujetadores más pequeños.

#### Estilospatsoleggings
El modelo spats es diferente, ya que tiene un enfoque en las piernas, por lo que se asemeja a los leggings, que en japonés se le suele denominar con el término inglés spats.

## Etiqueta del fabricante
Otro rasgo significativo de los trajes es una etiqueta de identificación unida a estos. En numerosas ilustraciones pueden encontrarse nuevamente en la zona del pecho y sirven al maestro a identificar a los estudiantes, lo cual sería difícil debido a la gorra de baño. Pero la etiqueta no está colocada únicamente allí. Con frecuencia se encuentra en el lado izquierdo o derecho de la banda lateral y está diseñada para ayudar a diferenciar los trajes, evitando confusiones, ya que todos los estudiantes tienen el mismo tipo de traje de baño.

## Difusión en los medios

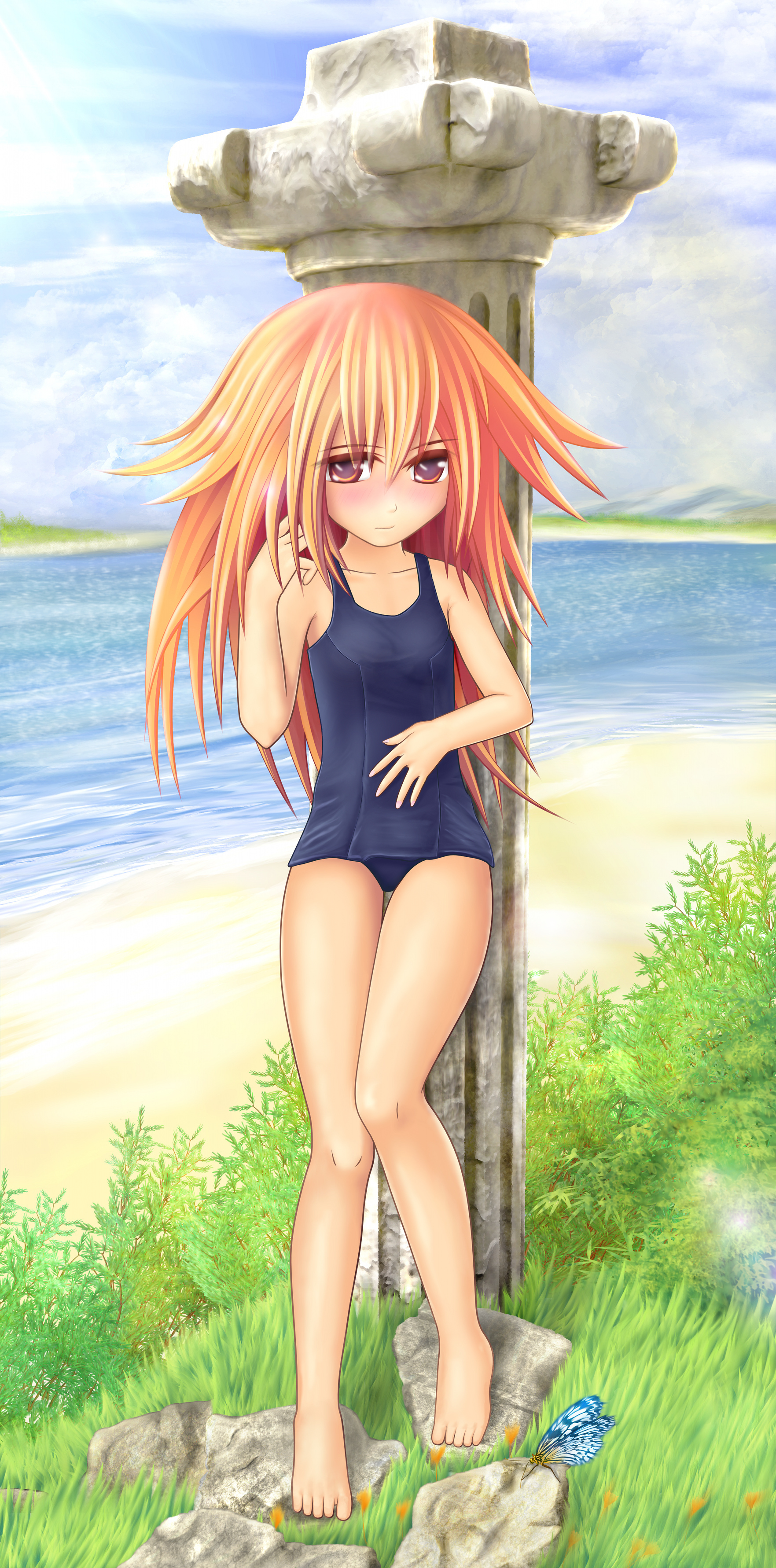
Ilustración de una personaje poco avergonzada usando un viejo estilo del sukumizu.

En la prensa japonesa todo lo relacionado con la educación es habitualmente difundido. Así, hacia donde van encuentran ropa escolar típica o deliberadamente estilizada varias veces (como por ejemplo el sailor fuku). Del mismo modo, continuamente se ofrecen novedosos diseños de los trajes de baño corto sukumizu para llamar la atención. Por ejemplo, a finales de 2007 nuevamente se presentó una nueva variación en la que una pieza de la confección se convierte de nuevo a una de dos partes, similar al tipo spats. La razón era que de modo que, por ejemplo, si los estudiantes van al inodoro les será más fácil.
En la ropa del manga y anime se utiliza principalmente como un elemento cómico o como un fanservice. Por lo que es el ingrediente habitual de las escenas en las playas y por lo general usado por autóctonos o por sombíos personajes desgastados. También el sukumizu es usado por personajes que rápidamente se vuelven agresivos, físicamente subdesarrollados (como las pettanko), lo que es una burla dirigida hacia ellas y que en varias ocasiones
se logra percibir como algo vergonzoso. Su objetivo es representar una solución temporal, como regla general, puesto que ningún otro traje de baño se encuentra disponible. Al mismo tiempo, el traje destaca el comportamiento infantil de la personaje, que rápidamente se enfurece en presencia de un protagonista masculino. Algunos ejemplos típicos de esto serían la fuertemente introvertida Yuki Nagato de La melancolía de Haruhi Suzumiya o la puerilmente ingenua Kurimu de Seitokai no Ichizon. Pero también hay obras en que algunos sobredesarrollados personajes utilizan dichos trajes. Debido a su diseño ceñido, la estatura de cuerpo está fuertemente enfatizada, sobre todo si la talla del sukumizu es de un número muy pequeño.
Aunque el diseño de los trajes ha cambiado con el tiempo, sobre todo en estas representaciones, todavía es particularmente popular el "viejo estilo". Por último, ofrece más oportunidades para trivializar (kawaii). Debido a sus dimensiones hace que los personajes sienten que su camisa sea demasiado corto o que su falda sea muy corta para llevarlo. Lastimosamente los caracteres tratan entonces, por ejemplo, que esta parte continúe estirándose hacia abajo, pero esto es un esfuerzo bastante inútil debido a la elasticidad y las suturas adjuntas. El traje de baño destaca la ingenuidad y es usado en algunas ocasiones absolutamente inapropiadas. En Asobi ni Iku yo! (donde aparecen kemonomimi juguetonas bastante imprudentes), por ejemplo, en la primera reunión diplomática que realizan habían aprendido en sus estudios que esta es una atractiva y popular ropa.